# Agra (Lombardia)
Agra település Olaszországban, Varese megyében. Lakosainak száma 391 fő (2023. január 1.). Agra Dumenza, Luino és Maccagno con Pino e Veddasca községekkel határos.

## Népesség
A település népességének változása:
| Lakosok száma | 370  | 412  | 410  | 391  |
|               | 2008 | 2017 | 2018 | 2023 |